# Комлошка

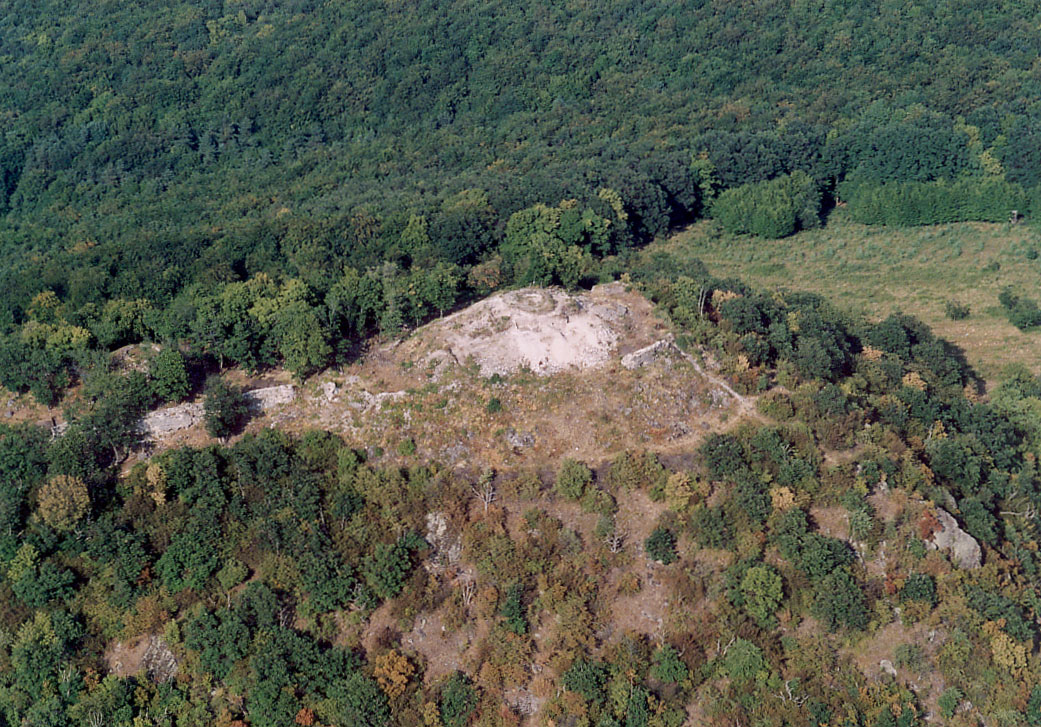
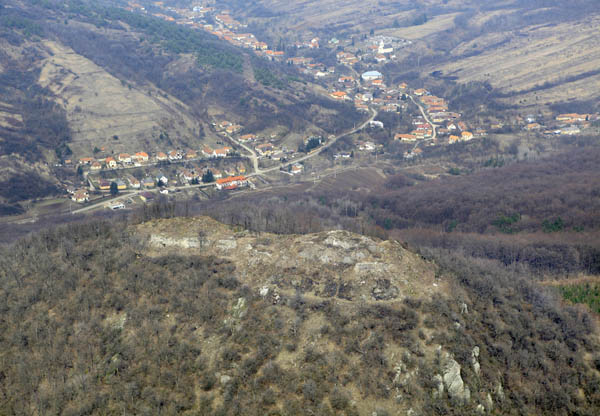
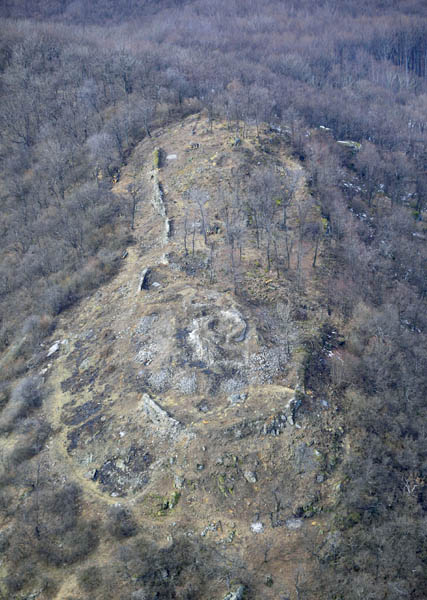
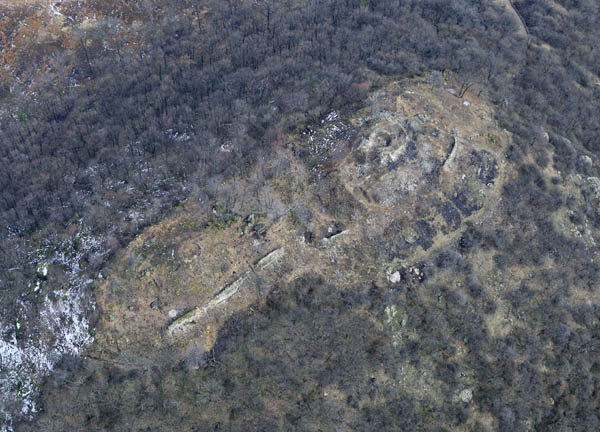

Комлошка (угор. Komlóska) — село в окрузі Боршод-Абауй-Земплен на північному сході Угорщини. Село є одним з двох сіл в Угорщині, де зараз існують русинські громади, і єдиним, де русини складали більшість населення. За словами Віри Ґіріц, у Комлошці говорять діалектом русинської, ближчим до тих, якими володіють пряшівські русини у Словаччині (на відміну від с. Мучонь, де діалект ближчий до бачванської варіації русинської мови).
З початку 2000-х років в с. Комлошка скасували місцеві податки, залишивши лише державні. Це призвело до того, що зараз село є «податковим раєм», тут зареєстровано кілька сотень компаній. При цьому в селі дотепер відсутній мобільний зв'язок.

## Демографія
На січень 2024 року в Комлошці було записано 220 мешканців.
| Національність                                                                                       | Відсоток |
| --- | -------- |
| угорці                                                                                               | 87,2%    |
| русини                                                                                               | 26,9%    |
| словаки                                                                                              | 1,7%     |
| німці                                                                                                | 0,9%     |
| румуни                                                                                               | 0,4%     |
| цигани (рома)                                                                                        | 0,4%     |
| поляки                                                                                               | 0,0%     |
| болгари                                                                                              | 0,0%     |
| греки                                                                                                | 0,0%     |
| серби                                                                                                | 0,0%     |
| словени                                                                                              | 0,0%     |
| хорвати                                                                                              | 0,0%     |
| українці                                                                                             | 0,0%     |
| вірмени                                                                                              | 0,0%     |
| інші                                                                                                 | 1,3%     |
| не відповіли                                                                                         | 12,8%    |
| Примітка: через можливість вказувати подвійну національність сума відсотків може бути більша за 100. |          |
| Віросповідання                                                                                       |          |
| грекокатолики                                                                                        | 59,8%    |
| римокатолики                                                                                         | 6,4%     |
| реформати                                                                                            | 2,6%     |
| інші християнські деномінації                                                                        | 1,3%     |
| юдаїсти                                                                                              | 0,0%     |
| євангеліки                                                                                           | 0,0%     |
| інші католики                                                                                        | 0,0%     |
| православні християни                                                                                | 0,0%     |
| інші релігійні общини, деномінації                                                                   | 0,0%     |
| не належать до релігійних общин, деномінацій                                                         | 1,7%     |
| не відповіли                                                                                         | 28,2%    |